# Keiji Ishizuka
Keiji Ishizuka (石塚 啓次 Ishizuka Keiji?, nacido el 26 de agosto de 1974 en Kioto) es un exfutbolista japonés. Jugaba de delantero y su último club fue el Nagoya Grampus Eight de Japón.

## Trayectoria

### Clubes
| Club                 | País  | Año         |
| -------------------- | ----- | ----------- |
| Tokyo Verdy          | Japón | 1993 - 2002 |
| Consadole Sapporo    | Japón | 1997        |
| Kawasaki Frontale    | Japón | 2003        |
| Nagoya Grampus Eight | Japón | 2003        |

## Palmarés

### Títulos nacionales
| Título             | Club           | País  | Año  |
| ------------------ | -------------- | ----- | ---- |
| Copa J. League     | Verdy Kawasaki | Japón | 1993 |
| J1 League          | Verdy Kawasaki | Japón | 1993 |
| Copa J. League     | Verdy Kawasaki | Japón | 1994 |
| J1 League          | Verdy Kawasaki | Japón | 1994 |
| Copa del Emperador | Verdy Kawasaki | Japón | 1996 |